# پروژه شهر کیور فرح پهلوی

پروژه شهر کیور فرح پهلوی (به انگلیسی: The Keur Farah Pahlavi Project)؛ پروژه ای بود که در جریان سفر فرح پهلوی در ۸ اسفند ۱۳۵۴ به سنگال آغاز گردید. این پروژه برای احداث شهری با جمعیت ۲۰۰ هزار نفر در ساحل سنگال و در ۱۰۰ مایلی شمال داکار؛ پایتخت سنگال؛ پیش‌بینی گردیده بود. قرار بود این پرژه تا ۱۳۵۶ به اتمام برسد اما بی‌ثباتی سیاسی سنگال مانع از احداث آن شد. برای سرمایه‌گذاری نفتی و معدنی شرکت la Societe Irane Senegalaise des Petroles et des Mines تأسیس شد.

## جستارها
- سنیران اتو